# Hidroplanatge

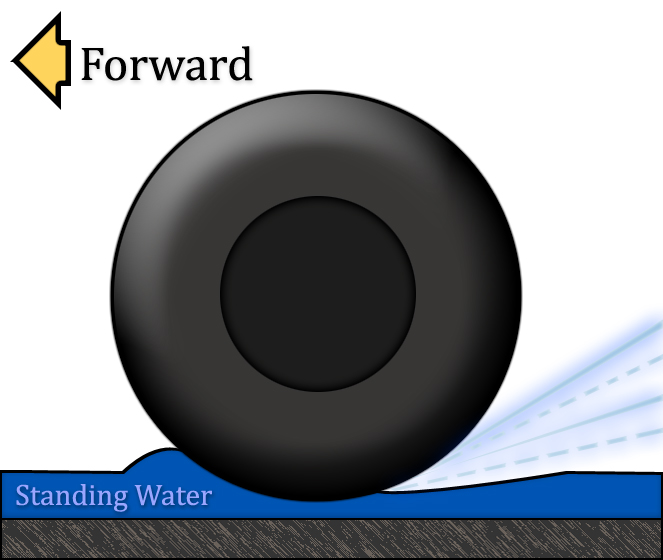
El pneumàtic no és capaç d'evacuar tota l'aigua de l'asfalt i perd el contacte amb el sòl, produint-se l'aquaplaning.

L' hidroplanatge o aquaplaning és la situació en què un vehicle travessa a certa velocitat una superfície coberta d'un toll d'aigua sobre la carretera o autopista, duent-lo a una pèrdua d'adherència-tracció que comporta la pèrdua de control del vehicle per part del conductor. Si això ocorregués en la totalitat de les rodes, el vehicle es converteix, "de facto", en un trineu incontrolable.
És important diferenciar l'hidroplanatge de l'efecte que produeix l'aigua en actuar merament com a lubrificant entre el pneumàtic i el paviment, tenint en compte que l'adherència-tracció disminueix sobre paviment mullat, fins i tot, encara que no es produeixi l'hidroplanatge.

## Causes
Tota funció d'un vehicle destinada a canviar la seva direcció o velocitat, per tenir efecte, depèn de la fricció entre els pneumàtics i la superfície del sòl. El dibuix del pneumàtic (o pastilla) està dissenyat per evacuar l'aigua que pugui trobar-se entre ell i el ferm, incrementant la fricció i assegurant el control.
L'hidroplanatge es produeix quan, per diversos motius, el pneumàtic troba més aigua de la que és capaç de desallotjar. La pressió de l'aigua sobre el pneumàtic forma llavors una mena de cuny sota d'ell, aixecant-lo del paviment i disminuint o anul·lant la fricció. La roda, llavors, comença a patinar sobre la superfície d'aigua amb poc o gens de contacte amb el paviment, disminuint dràsticament el control i la capacitat de control i de frenat. El vehicle, una vegada entri en hidroplanatge, patinarà fins a col·lidir amb un obstacle o fins que la seva velocitat disminueixi prou perquè les rodes reprenguin contacte amb la superfície del sòl i la fricció es restableixi.
El risc d'hidroplanatge augmenta amb la profunditat de la capa d'aigua i la sensibilitat del vehicle a l'aigua.

### Factors que incideixen en la profunditat de l'aigua

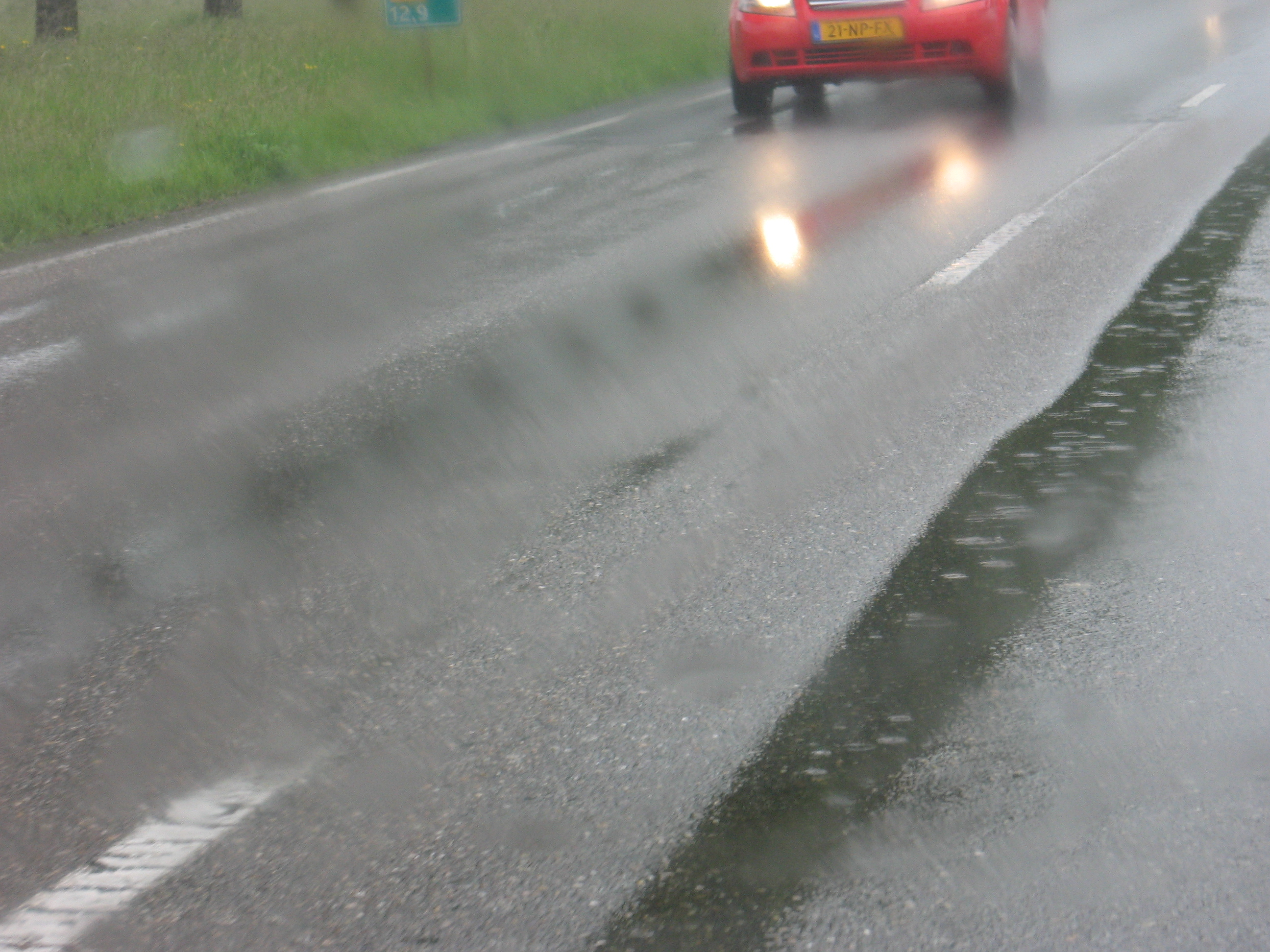
Solcs en la superfície.

- Solcs en el paviment: Els vehicles pesats poden formar solcs longitudinals en el paviment que faciliten l'acumulació d'aigua, impactant negativament en el drenat de la mateixa cap a la cuneta..

- La textura del paviment:[3] El formigó pot ser preferible a l'asfalt atès que és menys procliu a la formació de solcs per part de camions i vehicles pesats. No obstant això, és menys rugós que la mescla asfàltica, factor que també disminuiria la tracció.
- El grau de convexitat transversal i la inclinació de la via:[4] El camí ha de tenir un grau de convexitat transversal en "O" invertida que permeti el correcte drenatge de l'aigua cap a la cuneta. La inclinació del camí, es refereix al grau de pendent longitudinal que té el mateix en determinat punt. Els vehicles tenen menys tendència a l'hidroplanatge en transitar pendent amunt i tenen més tendència a fer-ho en desplaçar-se pendent avall (o entre dos pujols connectats), on l'aigua tendeix a acumular-se.[5]

- Ample de la via: Els camins més amples requereixen un major grau de convexitat transversal per poder evacuar l'aigua cap a la cuneta.amb la mateixa efectivitat.

- La intensitat de la precipitació: també influeix en la velocitat per poder evacuar l'aigua cap a la cuneta.

### Factors que incideixen en la sensibilitat del vehicle

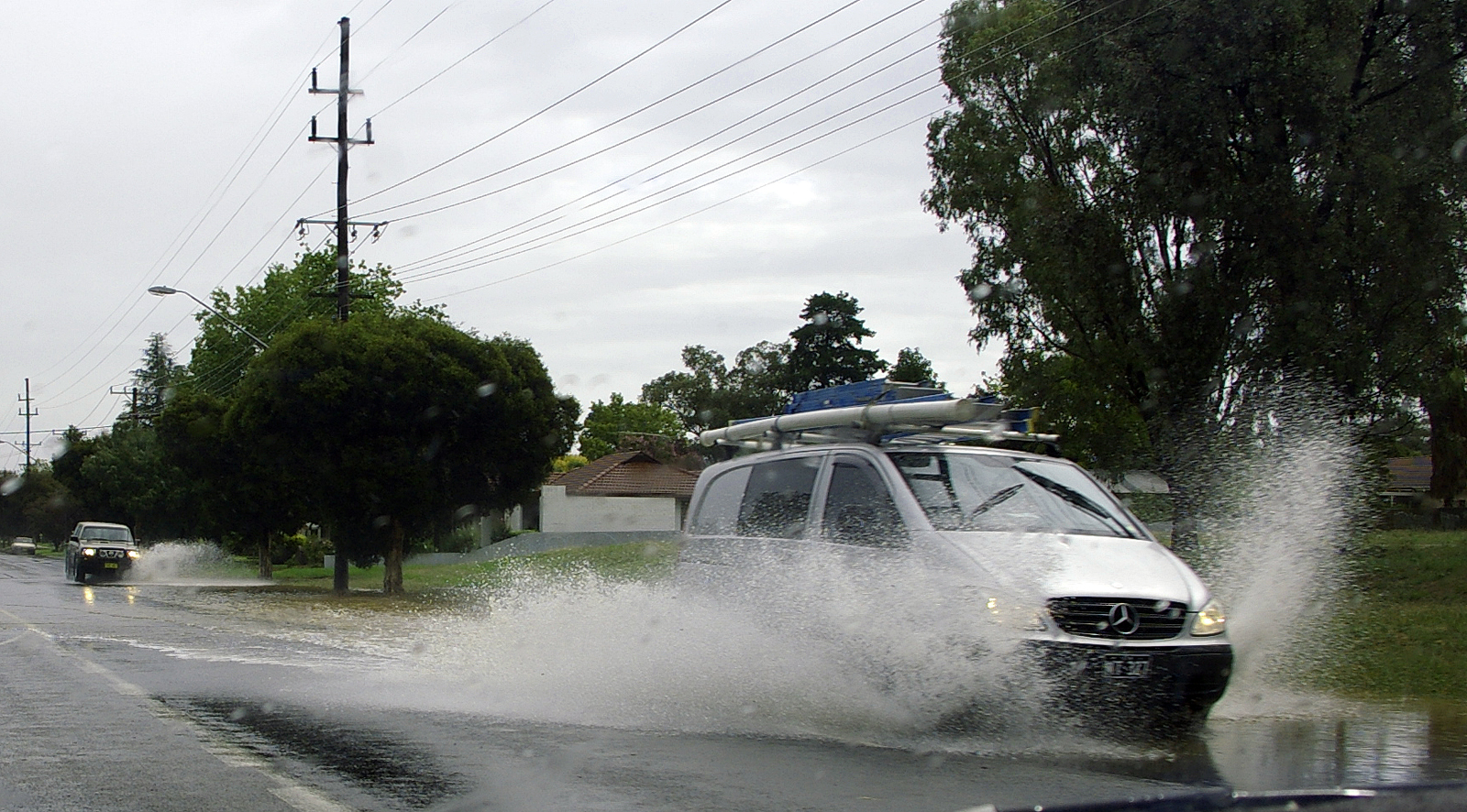
Vehicle fent aquaplaning

Les característiques de frenat, maniobrabilitat i acceleració inherents al vehicle i al conductor.
- El desgast dels pneumàtics. els pneumàtics amb el dibuix desgastat entren en hidroplanatge a velocitats inferiors (5-7 km/h) que els que tenen el dibuix nou.

- Pressió d'inflat dels pneumàtics: els pneumàtics desinflats o inflats per sota de la seva capacitat òptima, són més propensos a entrar en hidroplanatge que els que estan inflats adequadament (o fins i tot, per sobre del seu nivell). els pneumàtics ben inflats, ajuden que el dibuix pugui evacuar eficientment l'aigua.

- La superfície de contacte amb el sòl: La superfície de contacte és l'àrea en la que el pneumàtic contacta amb el paviment. Els vehicles amb superfícies de contacte estretes i llargues són menys proclius a l'hidroplanatge (les motocicletes, per exemple), mentre que aquells amb rodes amples i de curt diàmetre, ho són més.

- El pes del vehicle: L'augment del pes sobre un pneumàtic adequadament inflat, allarga la superfície de contacte i disminueix la possibilitat d'hidroplanatge. No obstant això, el pes pot tenir l'efecte contrari en una roda desinflada.

- La velocitat del vehicle: No hi ha una equació precisa que indiqui la velocitat a la que un vehicle entra en hidroplanatge. En general, per l'experiència, es coneix que es pot entrar en hidroplanatge a velocitats superiors a (72 km/h), on hi ha aigua estancada amb una profunditat d'almenys 2,5 mm durant una distància de 9 metres o més.